# Sebastián Riep
Sebastián Riep (ur. 20 lutego 1976) – argentyński piłkarz występujący na pozycji pomocnika.

## Kariera piłkarska
Od 1995 do 2007 roku występował w River Plate, Everton, Avispa Fukuoka, Cobreloa, Olympiakos SFP, Caracas, Cobresal, Deportes La Serena, Coquimbo Unido, Maracaibo, Barcelona SC, Carabobo, Independiente Medellín i Atlético Junior.